# چم قلعه (بغلان)
چم قلعه (به لاتین: Cham Qalʽeh) یک منطقهٔ مسکونی در افغانستان است که در ولایت بغلان واقع شده‌است.